# Batalla naval de Nicótera
El Combate de Nicótera se desarrolló el 11 de octubre de 1282 entre la escuadra aragonesa, dirigida por Pedro de Queralt y de Anglesola, por un lado, y la armada angevina, de Nápoles y de Marsella, y las galeras de la República de Pisa, por otro.

## Antecedentes
Clemente IV, preocupado por los avances gibelinos buscó ayuda en Carlos de Anjou, el hermano pequeño de su aliado Luis IX de Francia, a quien concedió el reino de Sicilia a cambio de expulsar a Manfredo de Sicilia de los feudos papales del sur de Italia. Las tropas de Carlos de Anjou entraron en la isla y Manfredo murió en la batalla de Benevento, mientras Carlos era coronado rey de Sicilia en Roma en 1266. Bajo Carlos de Anjou, y su sucesor Carlos II el norte se privilegia frente al sur e incluso la capital se trasladó de Palermo a Nápoles.
En 1282 el influyente noble siciliano Juan de Procida, que había sido médico del rey Manfredo, organizó la revuelta general contra el angevino, que estalló el 30 de marzo de 1282, conocida como vísperas sicilianas. Los franceses de la isla fueron asesinados y los rebeldes proclamaron el gobierno de la Iglesia, pero con la negativa de Martín IV, Carlos I de Anjou desembarcó en la isla y acosó Mesina para intentar avanzar luego hacia el centro de la isla. La delegación de los rebeldes fue a ver al rey Pedro III de Aragón en el norte de África y le ofrecieron la corona del Reino de Sicilia, dado que estaba casado con Constanza II de Sicilia, hija de Manfredo. Pedro fue hacia la isla y desembarcó en Trápani el 29 de agosto, cuando la ciudad estaba a punto de rendirse y entró en Palermo el día siguiente, levantando el sitio de Mesina y el obispo de Cefalú lo coronó rey el 8 de septiembre. Carlos de Valois volvió a Nápoles el 26 de septiembre de 1282.

## La batalla
A pesar de su superioridad, la escuadra angevina fue derrotada en el combate de Nicótera por la flota de Pedro de Queralt y de Anglesola, perdiendo los franceses dos galeras y cuatro mil hombres.

## Consecuencias
Supuso el control del estrecho de Mesina por la armada aragonesa. El enfrentamiento de Pedro el Grande con el Papa, que le excomulgó, provocó la cruzada contra la Corona de Aragón y la coronación de Carlos de Valois como rey de la Corona de Aragón.